# Birgitte Grimstad
Birgitte Grimstad (née le 15 décembre 1935 à Copenhague) est une chanteuse, guitariste, compositrice et écrivaine norvégienne d'origine danoise.

## Biographie
Birgitte Grimstad est née à Copenhague, au Danemark, fille d'Aksel Schiøtz et de Gerd Haugsted. Elle est mariée à l'ambassadeur Per Øystein Grimstad de 1958 à 1988.
Grimstad étudie le théâtre et les médias à l'université du Minnesota, aux États-Unis. Elle s'installe en Norvège en 1959, et produit des émissions de télévision pour la Norwegian Broadcasting Corporation (NRK), notamment des programmes pour enfants et des émissions avec des artistes tels que Alf Prøysen et Lalla Carlsen.
Elle fait ses débuts dans la musique en 1966 avec le single Det første som jeg ønsker meg, sur des paroles d'Alf Prøysen, et Å være barn en sommerdag (paroles d'André Bjerke). La même année, elle sort l'album Birgitte Grimstad synger viser. Son premier album danois, Viser er så meget, sort en 1968. Son album folk Nordlysun (1972), en coopération avec Geirr Tveitt, lui vaut un Spellemannprisen. Les autres albums des années 1970 sont Viser i vinden (1972), Ej Blot til Børn (1973), Ord over grind (1977) et Songs of Scandinavia (1978). Elle publie les recueils de chansons Fra Birgitte Grimstads repertoar en 1969 et Menneskeviser en 1972.
Elle prend l'initiative de créer le quatuor de chansons Ballade ! qui se composait d'elle-même, d'Åse Kleveland, de Lars Klevstrand et de Lillebjørn Nilsen. Le groupe effectue des tournées au Danemark et en Norvège. Leur album Ballade på turné, sorti en 1978, devient très populaire. Le deuxième album du quatuor, Ekstranummer, sorti en 1980, est récompensé par un Spellemannprisen,. Plus tard dans les années 1980, elle interprète les Geistliche Lieder de Bach et la ballade médiévale Draumkvedet dans des églises au Danemark et en Norvège. Son album Pas på de vilde fugle, sorti en 1983, comprend une version danoise de Vise for gærne jinter de Prøysen, le poème Til Ungdommen de Nordahl Grieg sur une mélodie d'Otto Mortensen, et une traduction du tube Love Me Tender d'Elvis Presley. Les albums suivants sont Wondering and Calling de 1986, et Love Is A Flow de 1996.
Elle reçoit un Musikkritikerprisen en 1972 et un Prøysenprisen en 1999. 

## Discographie
- 1966 : Birgitte Grimstad - synger viser
- 1967 : Utdrag fra aulakonserten
- 1968 : Viser er så meget
- 1969 : Ballads Etcetera...
- 1970 : Posemannens bil m. m. m.
- 1971 : Det går så go' en vei
- 1972 : Nordlysun
- 1972 : Viser i vinden
- 1972 : Viser på 1/2 12 (EP)
- 1973 : Ej blot til børn
- 1973 : 12 nye viser
- 1977 : Ord over grind
- 1977 : Din sang - min vise
- 1978 : Songs of Scandinavia
- 1978 : En dobbel deylighet
- 1978 : Ballade! På turné  (live)
- 1980 : Ballade! Ekstranummer
- 1982 : Pas på de vilde fugle
- 1986 : Wondering and Calling
- 1991 : After a Visit in the Greenhouse of Dreams
- 1996 : Ord over grind, 51 Beste 1966-1994
- 1996 : Love Is a Flow
- 2008 : Tonen: Birgitte Grimstad synger Geirr Tveitt